# Pierre Le Breton de la Vieuville
Pierre Le Breton, sieur de la Vieuville né à Saint-Malo le 3 octobre 1714 - mort  le 10 juin 1772) est un négociant-armateur qui fut maire de Saint-Malo  de 1755 à 1758.

## Biographie
Fils de Alain Le Breton de la Plussinais et de Marie Servanne Gaultier. Il s'établit comme négociant armateur maire de la cité de 1755 à 1758, il fonde également une Société d'Agriculture le 28 janvier 1757 et inaugure le 28 juillet de la même année le cimetière des Écailles
Il épouse le 1er juin 1744, à Saint-Jouan-des-Guérets, Françoise Rivière née en 1725 qui lui donne neuf enfants dontː , 
- Pierre Jacques (1745-1815), officier de marine, marié à Mlle Magon de Boisgarin (petite-fille de Jean-Baptiste Magon de La Giclais)
- Jeanne Thérèse Julienne, épouse de Laurent François Calixte de Chantoiseau, officier de marine
- Jean-Baptiste (1758-1800), capitaine de vaisseau marchand, marié à Louise de Runes
- Victoire, épouse du corsaire Julien Pierre Tréhouart
- Reine Hélène, épouse de Michel Duclaud de Mallet
- Marie Servane, épouse de René Pierre de Russy

## Source
- André Lespagnol Messieurs de Saint Malo: une élite négociante au temps de Louis XIV Presses Universitaires de Rennes (1997) deux Tomes  (ISBN 2 86 847229 X) p. 853